# مقداد چلیک
مقداد چلیک (انگلیسی: Muğdat Çelik؛ زادهٔ ۳ ژانویهٔ ۱۹۹۰) بازیکن فوتبال اهل ترکیه است.
از باشگاه‌هایی که در آن بازی کرده‌است می‌توان به باشگاه ورزشی گنچلربیرلیغی و باشگاه فوتبال بلدیه‌اسپور آق‌حصار اشاره کرد.